# Drapeau de la Hollande-Septentrionale
Le drapeau de la Hollande-Septentrionale est un drapeau tricolore horizontal jaune, rouge et bleu. Il a été adopté le 22 octobre 1958 et approuvé ensuite par le Hoge Raad van Adel (nl), le conseil néerlandais chargé d'examiner les questions de noblesse et d'héraldique.
Ses couleurs sont celles des armoiries de Hollande-Septentrionale, qui associent les armoiries des premiers comtes de Hollande et celles de la province de Frise.

Armoiries des comtes de Hollande.
Armoiries de la Hollande-Septentrionale.
Armoiries de la Frise.

## Sources
- (en) Cet article est partiellement ou en totalité issu de l’article de Wikipédia en anglais intitulé « Flag of North Holland » (voir la liste des auteurs).
- (nl) « Hoe zien vlag en wapen van de provincie eruit? », sur noord-holland.nl (consulté le 3 janvier 2014)
- (en) « Noord-Holland Province (The Netherlands) », sur Flags of the world (consulté le 3 janvier 2014)